# Espiritualismo francês

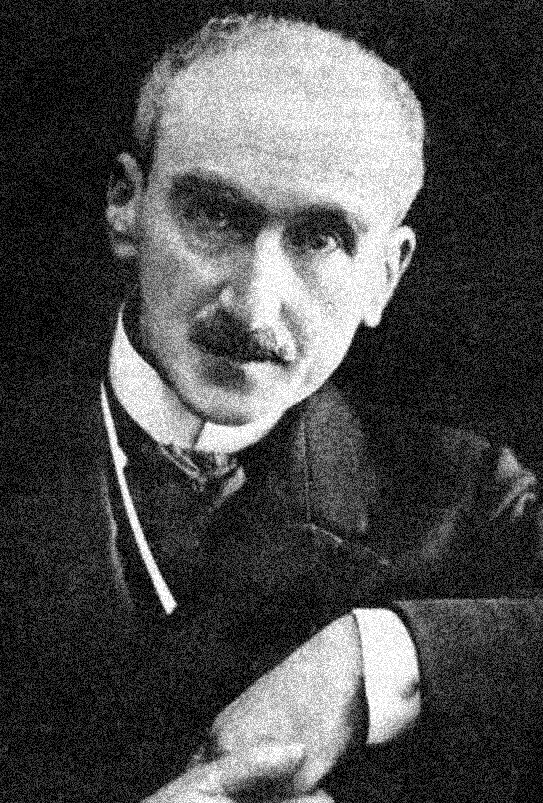
Henri Bergson, nobel de literatura e representante do espiritualismo francês.

Espiritualismo francês é um termo que designa um grupo de filósofos franceses dos séculos XVIII, XIX e XX que, apesar de possuírem profundas diferenças em termos doutrinários, exploram, em profundidade, a teoria da ação, sobretudo a noção de "consciência ativa" orientada para o futuro. É uma vertente do espiritualismo filosófico.

## Características e autores
Para essa escola francesa, o caráter de consciência revela-se particularmente importante para compreender as atitudes humanas ao movimento da mente.
Os principais representantes do espiritualismo francês foram, em ordem cronológica, Maine de Biran, Félix Ravaisson, Jules Lachelier, Émile Boutroux, Henri Bergson, René Le Senne, Maurice Blondel, Édouard Le Roy, Jacques Chevalier, Louis Lavelle e Maurice Merleau-Ponty. Eles têm em comum reavaliar conceitos de psicologia e filosofia da mente, como hábito, o inconsciente, intuição e até a fé, E enfatizar o que precede ao mesmo tempo a linguagem, a explicação intelectual e a invenção simbólica (da qual a matemática é uma parte importante). Eles se opuseram ao positivismo e ao cientificismo na medida em que consideram que a ciência não é o único conhecimento rigoroso possível, e que uma certa metafísica é capaz de iluminar sobre a natureza das coisas. Eles se distanciam de qualquer filosofia mecanicista (de inspiração cartesiana), e às vezes também da crítica kantiana da metafísica (no caso de Bergson).
Dominique Janicaud lembra essa oposição mútua do espiritualismo francês ao positivismo "estrito", mas classifica os espiritualistas Ravaisson e Bergson sob o rótulo de "positivismo espiritualista", porque eles afirmam a realidade da mente e fundem o conhecimento metafísico da natureza sobre ela. O próprio Ravaisson classifica sua filosofia de “espiritualismo”. Bergson o define da seguinte maneira:
“O outro método leva em conta não só os elementos, mas sua ordem, seu entendimento entre eles e sua direção comum. Ele não explica mais os vivos pelos mortos, mas, vendo a vida em todos os lugares, é por sua aspiração a uma forma de vida superior que define as formas mais elementares. Já não reduz o superior ao inferior, mas, ao contrário, o inferior ao superior. É, no sentido próprio da palavra, o espiritualismo."